# Willem van Hessen-Philippsthal-Barchfeld (1692-1761)
Willem Lodewijk van Hessen-Philippsthal-Barchfeld (Philippsthal, 2 april 1692 - Breda, 13 mei 1761) was de jongste zoon van landgraaf Filips van Hessen-Philippsthal en Catharina Amalia van Solms-Laubach. Hij diende in het Staatse leger en bereikte als hoogste rang die van generaal der cavalerie. Hij werd diverse malen aangesteld als plaatselijk commandant en gouverneur van enkele steden.

## Biografie
Willem Frederik groeide voor een groot deel op in Den Haag, waar zijn vader het Huis Hessenhof bezat, gelegen aan de Scheveningseweg, ongeveer op de plaats waar tegenwoordig het Vredespaleis staat. Na het overlijden van zijn vader in 1721 werd Barchfeld afgesplitst van Hessen-Philippsthal en Willem werd er als eerste landgraaf van.

### Militaire loopbaan
Hij diende in het Staatse leger, aanvankelijk kreeg hij een aanstelling als kolonel van een regiment cavalerie (1721), later als luitenant-generaal (1742) en generaal der cavalerie (1747). In 1732 was hij commandant van Ieper en in 1744 commandant van Venlo. In 1756 werd hij aangesteld als gouverneur van Bergen op Zoom en in 1749 als gouverneur van Doornik. Als laatste werd hij in 1756 aangesteld als gouverneur van Breda.
Als militair bleek de landgraaf niet bijzonder succesvol. In 1744 gaf hij Ieper na 11 dagen beleg op zonder dat de vijand eerst een breuk in de verdedigingswerken had geslagen. Het werd hem toegestaan om met zijn leger met militaire eer te vertrekken. Dat was in 1746 in Bergen in Henegouwen niet het geval. Hij gaf daar zijn leger over terwijl de situatie voor hun nog lang niet nopend was. Daarbij belandden ongeveer 3000 Staatse militairen in krijgsgevangenschap, terwijl de landgraaf zelf een vrijgeleide kreeg. Ook in het geval van het Beleg van Bergen op Zoom in 1747 trof hem enige blaam. De 86-jarige generaal Isaac Cronström, opperbevelhebber van de gehele zuidelijke frontlijn van Bergen op Zoom tot Grave, had hier weliswaar de leiding, de landgraaf zelf toonde veel te laat initiatieven voor de voorbereidingen van de verdediging. Desalniettemin genoot de landgraaf in zijn tijd een grote mate van populariteit.

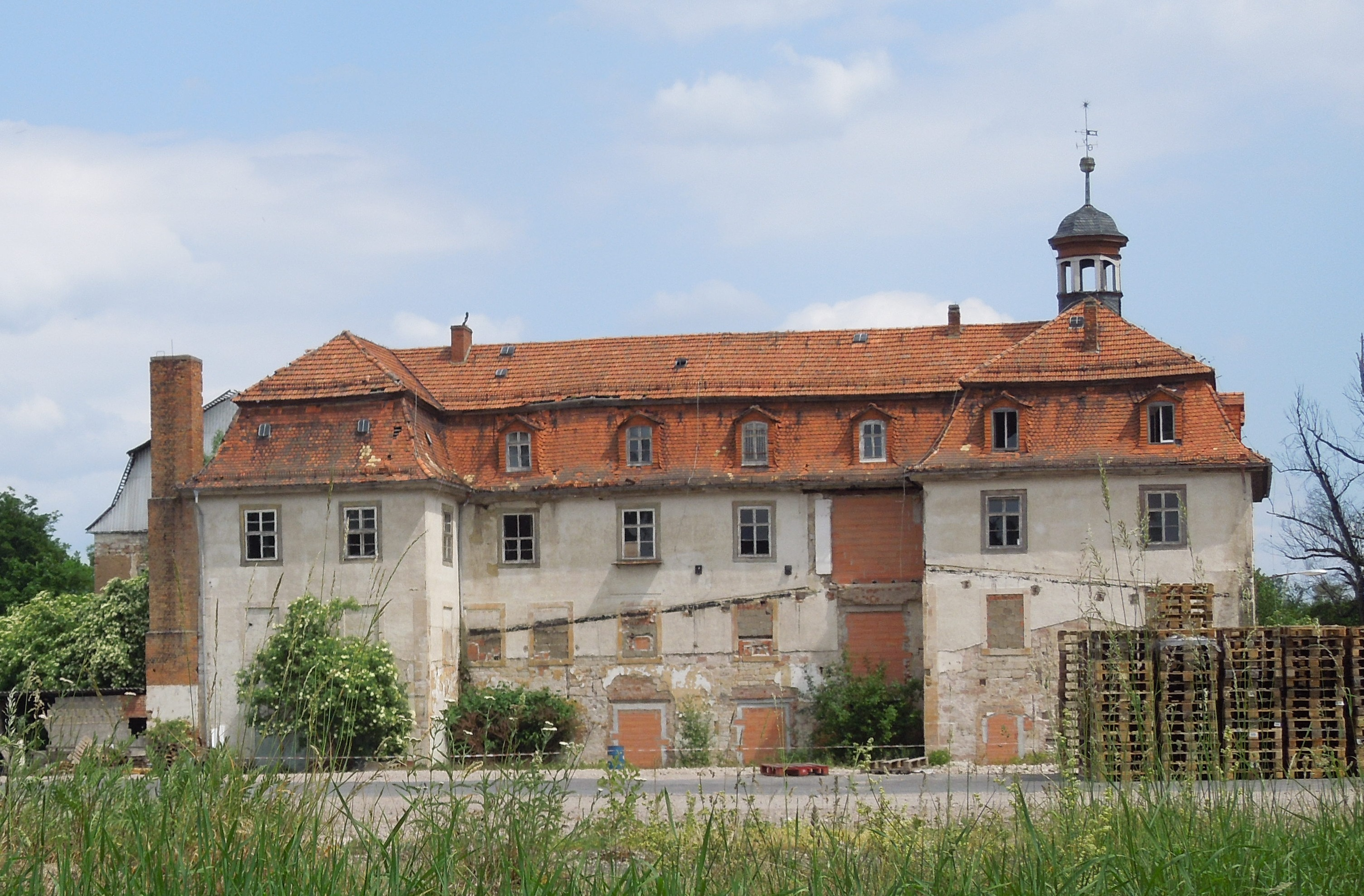
Slot Wilhelmsburg in Barchfeld, dat landgraaf Willem Lodewijk liet bouwen als stamslot

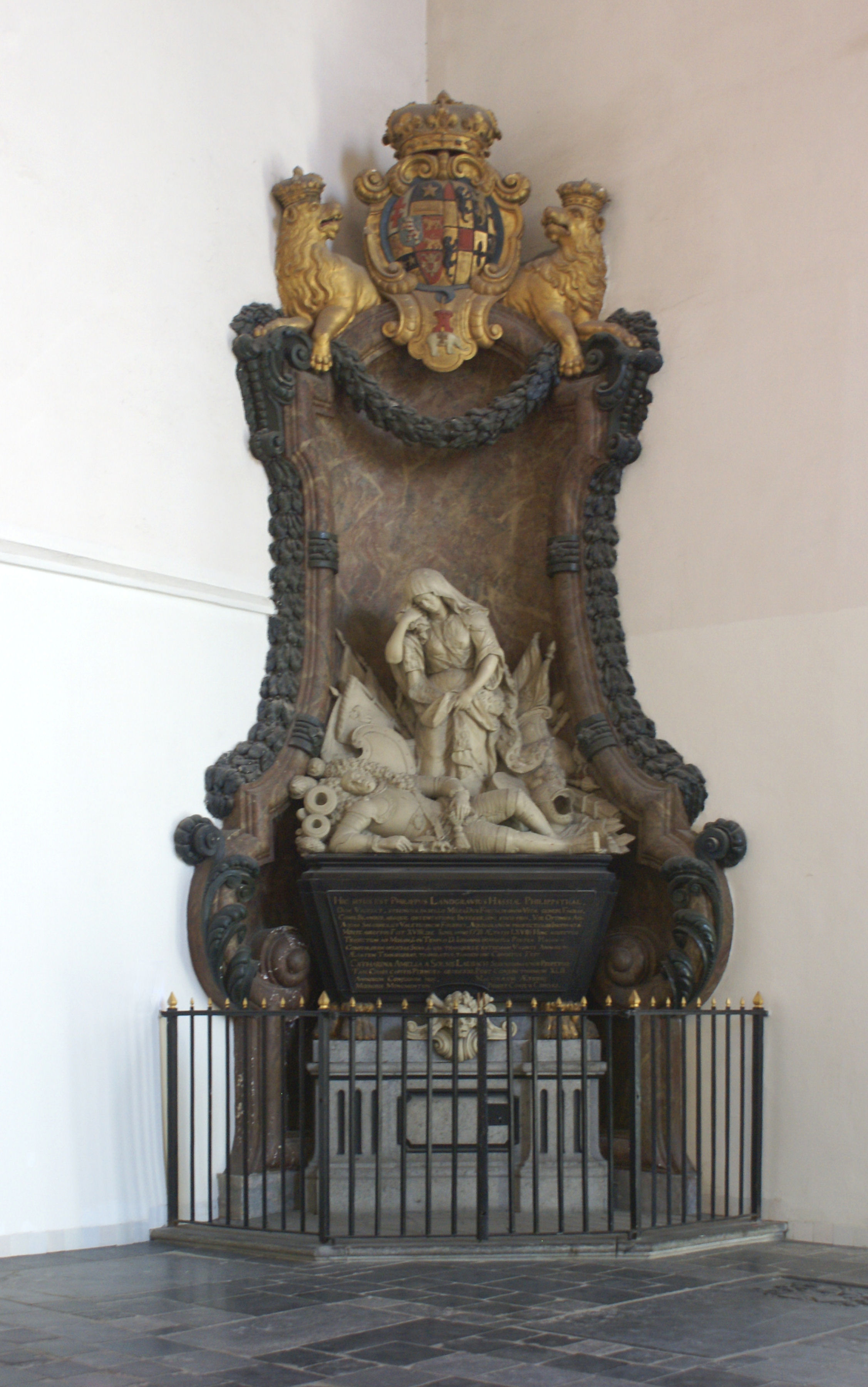
Het praalgraf in de Grote of Sint-Jacobskerk te Den Haag

### Huwelijk en nageslacht
Willem huwde in 1724 met prinses Charlotte van Anhalt-Bernburg (1704-1766), dochter van vorst Lebrecht van Anhalt-Bernburg-Schaumburg-Hoym en van Everdina Jacoba Wilhelmina des H.R. Rijksgravin van Weede, en werd vader van:
- Willem (1726-1726)
- Frederik (1727-1777)
- Filips (1728-1745)
- Karel Willem (1734-1764)
- George (1737-1740)
- Christiaan (1740-1750)
- Lodewijk Frederik (1741-1741)
- Adolf (1743-1803)
- August (1745-1745)
- Charlotte (1725-1798), huwde in 1765 met graaf Albrecht August van Isenburg-Büdingen in Wächtersbach (1717-1782)
- Johanna Charlotte (1730-1799)
- Carolina (1731-1808)
- Ulrike Eleonore (1732-1795), in 1755 gehuwd met landgraaf Willem van Hessen-Philippsthal (1726-1810)
- Anna (1735-1785), in 1767 gehuwd met graaf Lodewijk Hendrik Adolf van Lippe-Detmold (1732-1800)
- Dorothea Maria (1738-1799), in 1764 gehuwd met vorst Johan Karel Lodewijk van Löwenstein-Wertheim-Virneburg (1740-1816).

### Praalgraf
Na zijn overlijden te Breda in 1761 is zijn lijk overgebracht naar Den Haag waar het werd bijgezet in het praalgraf van zijn vader in de Grote of Sint-Jacobskerk. Zijn weduwe, prinses Charlotte van Anhalt-Bernburg kwam in 1766 te Maastricht om het leven bij de ontploffing van een kruitmagazijn.